# Sankt Pauli barnhem

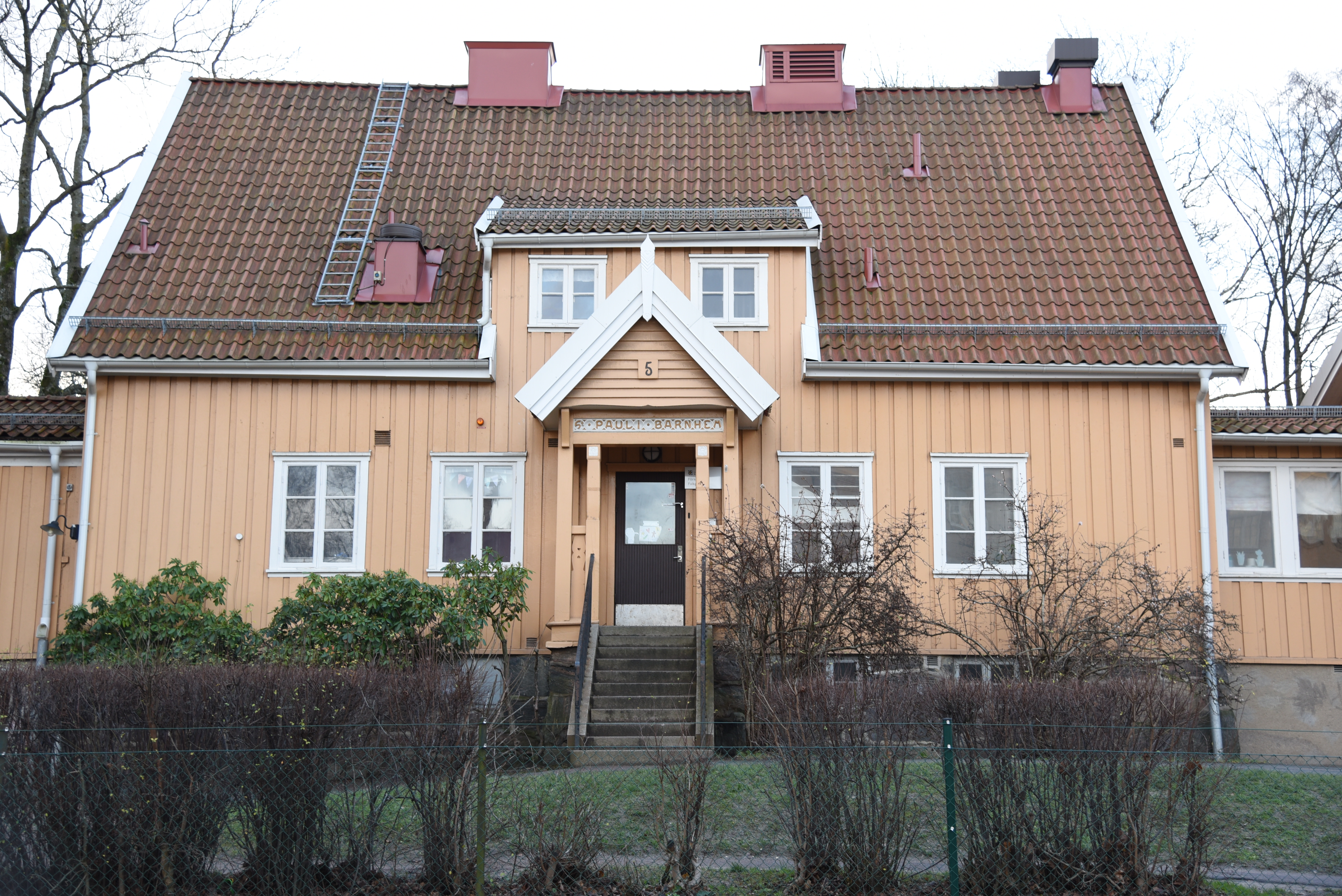
Sankt Pauli barnhem.

Sankt Pauli barnhem är en byggnad vid Falkgatan 5 i stadsdelen Olskroken i Göteborg.
Byggnaden, som ritades av Gustaf Ljungman, uppfördes år 1913 för stiftelsen S:t Pauli barnhem. Den består av en våning och inredd vind och är uppförd i trä.
Sankt Pauli barnhem öppnades år 1909 i en tidigare folkskolebyggnad vid Danska vägen. Den 1 april 1914 flyttade verksamheten till Falkgatan, där verksamheten kom att bedrivas av styrelsen för barnhemmet fram till 1969/1970, då socialstyrelsen tog över förvaltningen.
Under åren 1921–1942 fanns en filial, Lödöse barnhem, vilken höll till på Brahegatan 14, Götaholmsgatan 20, samt Nellylund i Gamlestaden.